# Mangans Vermächtnis
Mangans Vermächtnis. Eine irische Familiengeschichte ist ein Roman von Brian Moore, der 1999 im Diogenes Verlag in Zürich erschien. Das Original kam 1979 unter dem Titel "The Mangan Inheritance" bei Farrar, Straus and Giroux in New York heraus.
Der Nordamerikaner Jamie dringt in Irland bis zu seinen Wurzeln vor und findet Fäulnis.

## Zeit und Ort
Die Handlung führt 1978 nach New York, Ost-Kanada und in die irische Grafschaft Cork nach Drishane.

## Handlung
Der 1942 in Kanada geborene McGill-Absolvent, Journalist, Verseschmied und freischaffende Schriftsteller James Mangan lebt in New York. Seine Ehefrau, die erfolgreiche Schauspielerin Beatrice Abbot, läuft ihm davon. So verbringt Jamie, wie Mangan gerufen wird, ein paar Tage bei seinem Vater in Montreal. Daheim beim Stöbern findet Jamie eine Daguerreotypie aus dem Jahr 1847. Er traut seinen Augen kaum. Jamies Ähnlichkeit mit dem porträtierten irischen Dichter James Clarence Mangan ist unübersehbar. Insgeheim muss sich nun der nicht sehr erfolgreiche Dichter Jamie für einen bedeutenderen Poeten halten. Wie gern reiste Jamie nach Irland und suchte dort nach den Mangans! Der Vater, ein bekannter Chefredakteur in Montreal, hatte früher eine dementsprechende Irlandreise ergebnislos abbrechen müssen. Der Vater hat Jamies Mutter verlassen und lebt mit Margrethe zusammen. Jamie wollte die attraktive Margrethe, sechs Jahre jünger als er, schon immer einmal besitzen, war aber letztendlich nie aus der Rolle des artigen Sohnes gefallen.
Gerade an dem Tag, als Jamie das Schlüsselerlebnis mit der Daguerreotypie hat, erreicht ihn die Nachricht vom Tode seiner Ehefrau Beatrice. Die Schauspielerin verunglückte zusammen mit ihrem Geliebten, einem Theaterproduzenten, bei einem Autounfall. Jamie, beinahe mittellos, erbt von seiner Frau insgesamt ca. 800 000 Dollar. Somit ist er in der Lage, in Irland nach seinen Ahnen zu forschen. Genauer, Jamie will herausfinden, ob er mit dem Dichter Mangan verwandt ist. In der Familienbibel von Jamies Großvater taucht Drishane als Geburtsort auf. Der Großvater war 1892 von Cork nach Québec ausgewandert und hatte es in Kanada bis zum Rechnungsprüfer der Canadian Pacific Railway gebracht.
In Shannon gelandet und über Bantry in Drishane angekommen, wird Jamie rasch im dortigen Pfarr-Register fündig. Sein Großvater stammt von Patrick James Mangan (geboren 1841 in Dublin, gestorben am 1. Januar 1899) und Kathleen Driscoll ab. Dieser Patrick soll ein Sohn des Dichters Mangan gewesen sein, behauptet Reverend T.R. Drinan, M.A., einer der Mangan-Biographen. Jedoch den Beweis dafür kann der Drishaner Pfarrer aus seinen Büchern nicht herauslesen. Jamie müsste in Dublin weiterforschen.
Eines aber steht fest. Jamie ist mit den Drishaner Mangans verwandt. Patrick hatte einen Bruder. Dessen Söhne heißen Fergus Mangan und Michael Mangan. Fergus verstarb 1972. Er hinterließ einen Sohn Conor und eine Tochter Kathleen. Dinny Mangan, der Sohn Michaels, möchte, dass der amerikanische Journalist, dieser Eindringling, schleunigst aus Irland verschwindet. Dinny verheimlicht jedoch den Grund. Dafür wird Jamie aber von Kathleen und dem pädophilen, zwergenwüchsigen Conor in einem verwahrlosten Wohnwagen gastfreundlich aufgenommen. Die Geschwister führen ein Lotterleben und profitieren vom Reichtum des Verwandten aus Amerika. Jim, wie sie Jamie nennen, verliebt sich bis über beide Ohren in die 18-jährige Kathleen, schläft mehrfach mit ihr und will sie mit nach Nordamerika nehmen. Zuvor möchte er aber unbedingt noch herausbekommen, ob er mit dem Dichter Mangan verwandt ist. Schließlich bringt es Jim so weit, dass ihm Dinny das Familiengeheimnis enthüllt. Das heißt, Dinny schickt Jim auf eine Reise zu seinem – angeblich verstorbenen – Vater Michael. Dieser lebt – aus gutem Grund – verborgen vor behördlichen Nachstellungen. Denn Michael hatte die eigene 12-jährige, kräftige, hübsche Tochter Maeve und dann Kathleen, ebenfalls, als diese erst zwölf Jahre alt war, zum Inzest gezwungen. Michael, der dem Dichter Mangan vom Ansehen her genauso ähnelt wie Jim und auch noch so erfolglos dichtet wie Jim, will von seinem Besucher als irischer Poet in der Nachfolge des großen Ahnen James Clarence gelobt werden. Jim wendet sich, angewidert von dem sich an Kindern vergehenden Sexualstraftäter, ab.
Daheim in Montreal liegt Jamies Vater nach einem Hirnschlag im Sterben. Jamie findet Kathleen finanziell großzügig ab und fliegt auf dringliches Bitten von Margrethe in aller Eile nach Kanada. Denn der Vater wolle ihm etwas sehr Wichtiges mitteilen. Jamie trifft den Vater gerade noch rechtzeitig. Die letzten Worte des Sterbenden: Margrethe ist schwanger. Jamie soll sich zukünftig um das Kind kümmern.

## Form
Der Romanschluss kann als Happy End gelesen werden. Hatte doch Jamie ein Auge auf Margrethe geworfen.
Das Buch ist mehr als ein Thriller. Brian Moore flicht Verse von T. S. Eliot und des Poète maudit James Clarence Mangan in die Handlung ein. Der Autor verwendet die Mangan-Biographie des Historikers John Mitchel. So wird z. B. mitgeteilt, dass Mangan als Katalogisierer in der Dubliner Universitätsbibliothek tätig war. Mitchel hat seine erste Begegnung mit Mangan beschrieben. Diese Schilderung wird im Text zweifach zitiert und verarbeitet.

## Deutsche Ausgaben
Quelle
Brian Moore: Mangans Vermächtnis. Eine irische Familiengeschichte. Roman. Aus dem Englischen von Bernhard Robben. 448 Seiten. Diogenes, Zürich 1999, ISBN 3-257-23285-3